# جورج س. وليامز
جورج س. وليامز (بالإنجليزية: George C. Williams)‏ هو عالم حيوانات أمريكي، ولد في 12 مايو 1926 في تشارلوت في الولايات المتحدة، وتوفي في 8 سبتمبر 2010 في لونغ آيلند في الولايات المتحدة بسبب مرض باركنسون.
كان ويليامز بروفيسوراً في علم الأحياء في جامعة ستوني بروك في ولاية نيويورك الأميركية. وكان من أشهر وأشرس العلماء الذين انتقدوا نظرية الاصطفاء الزمري. قادت أبحاث وأعمال ويليامز في هذا المجال –بالإضافة إلى أعمال دابليو دي. هاملتون وجون ماينارد سميث وآخرون –إلى تطور نظرية اصطفاء الجينات أو منظور التطور المرتكز على الجينات في ستينيات القرن الماضي.

## العمل الأكاديمي
إن أشهر أعمال ويليامز هو ورقته البحثية الصادرة عام 1957 بعنوان Pleiotropy, Natural Selection, and the Evolution of Senescence أو “تعدد النمط الظاهري، الاصطفاء الطبيعي وتطور الشيخوخة. وتعد هذه الورقة واحدة من أهم الأعمال الأكاديمية وأشدها تأثيراً في القرن العشرين في مجال علم الأحياء التطوري. وتحتوي على 3 أفكارٍ رئيسية على الأقل.
ولا تزال الفرضية المركزية لتعدد النمط الظاهري العكسي التفسيرَ التطوري السائد للشيخوخة. وفي هذه الورقة، كان وليامز أيضاً أول من اقترح وجوب تزامن ظهور الشيخوخة بشكل عام عن طريق الانتقاء الطبيعي. وفقاً لهذه الصيغة الأصلية:
تناول جون ماينارد سميث هذا المفهوم الهام لتزامن الشيخوخة بعد وقت قصير، وغالباً ما ينُسب الفضل لـ سميث عن طريق الخطأ، كما حدث مع مجلة Nature عندما نشرت نعوة سميث. تحتوي هذه الورقة أيضاً على أول مخطط أساسي لما يسمى “فرضية الجدة”، والتي جاء فيها أن الاصطفاء الطبيعي قد يكون السبب في انقطاع الطمث وسن اليأس عند الإناث، على الرغم من أن ويليامز لا يذكر صراحة الأحفاد أو إسهام الأجداد في التلاؤم الشامل.
في كتابه الأول بعنوان “التكيف والانتقاء الطبيعي”، تحدث ويليامز عن “قاعدة أساسية –أو مصطلح عقيدة إن توخينا الدقة –... تدعي أن التكيف مفهوم خاص وشاقّ يجب استخدامه فقط حيثما يكون ضرورياً، وعند الضرورة، سيكون الاصطفاء بين الجينات أو الأفراد هو التفسير الأفضل للتكيف عموماً. وشرح وجهة النظر هذه في كتب وأوراق لاحقة، مما ساهم في تطوير منظور التطور المرتكز على الجينات. استمد ريتشارد دوكينز أعماله من أفكار وليامز في هذا المجال في كتابه “الجين الأناني”.
عُرف عن ويليامز أيضاً أبحاثه في تطور الجنس، وكان من دعاة الطب التطوري.
في الكتب اللاحقة، بما في ذلك “الاصطفاء الطبيعي: المجالات والمستويات والتحديات”، خفف ويليامز من تطرف آرائه بشأن الاصطفاء الزمري، مدركاً حدوث اصطفاء الفرع الحيوي واصطفاء زمرة السمات والاصطفاء متعدد المستويات بشكل طبيعي أحياناً، وتلك أمور اعتقد سابقاً أنها غير محتملة، لذا كان من الطبيعي تجاهلها.
أصبح ويليامز مقتنعاً بأن الداروينية الوراثية الجديدة في سنواته السابقة لا تقدم تفسيراً للظواهر التطورية على نطاقات زمنية أطول، على الرغم من صحتها في الأساس كنظرية للتغير التطوري الجزئي. وبالتالي اعتبرها “سبباً غير كافٍ تماماً لتطور الكائنات الحية على الأرض” (1992، ص 31). أصبح ويليامز مدافعاً شرساً عن اصطفاء الفرع الحيوي بشكل خاص –وهو تعميم لاصطفاء الأنواع للأفرع أحادية النمط الخلوي من أي رتبة –والذي بإمكانه تفسر ظواهر مثل التشعب التكيفي واتجاهات تطور السلالات الوراثية على المدى الطويل، والتحيزات في معدلات الانتواع/الانقراض. في كتاب الاصطفاء الطبيعي (1992)، ادعى ويليامز أن هذه الظواهر لا يمكن تفسيرها عن طريق بدائل أليل منتقاة داخل مجموعات الكائنات، وهي الآلية التطورية التي ادعى تفوقها على جميع الظواهر والآليات الأخرى. يمثل هذا الكتاب بالتالي خروجاً كبيراً عن موقف التكيف والاصطفاء الطبيعي.

## المهنة الأكاديمية
حصل ويليامز على درجة الدكتوراه في علم الأحياء من جامعة كاليفورنيا في لوس أنجلوس في عام 1955. وقام بتدريس دورات في علم الأحياء الفقارية البحرية في جامعة ستوني بروك، وكان يستخدم في كثير من الأحيان أمثلة عن علم الأسماك مشتقة من كتبه.
في عام 1992، حصل ويليامز على ميدالية دانييل جيرو أليوت من الأكاديمية الوطنية للعلوم. كما فاز بجائزة كرافورد عن فئة علم الأحياء بالاشتراك مع إرنست ماير وجون ماينارد سميث في عام 1999. يصف ريتشارد دوكينز العالم ويليامز بأنه “واحد من أكثر علماء الأحياء التطوريين احتراماً في أمريكا”.

## مؤلفاته
- التكيف والاصطفاء الطبيعي عام 1966، مطبعة جامعة برينستون، برينستون، نيو جيرسي.
- الاصطفاء الزمري عام 1971، Aldine-Atherton، شيكاغو.
- الجنس والتطور عام 1975، مطبعة جامعة برينستون، برينستون، نيو جيرسي.
- الاصطفاء الطبيعي: المجالات والمستويات والتحديات عام 1992، مطبعة جامعة أوكسفورد، نيويورك.